# El Ala
El Ala es un caserío peruano ubicado en el distrito de Buenos Aires, perteneciente a la provincia de Morropón del departamento de Piura, al norte del Perú. 

## Ubicación
El Ala se ubica al sur de la provincia de Morropón, en el distrito de Buenos Aires, en el departamento de Piura.

## Demografía
En 2017 El Ala tenía una población de 69 habitantes.
| Gráfica de evolución demográfica de El Ala entre 1993 y 2017 |
|                                                              |
| Fuentes: Población 1993 y 2017                               |